# 厄特沃什·约瑟夫
瓦沙羅什瑙梅尼男爵 厄特沃什·约瑟夫（匈牙利語：Báró vásárosnaményi Eötvös József，1813年9月13日—1871年2月2日），匈牙利马扎尔人作家和政治家改革，乃基督教自由派。他是伊格內修斯·厄特佛斯·德·瓦沙羅什瑙梅尼男爵與來自德國韋爾Erbsälzer家族的安妮·馮·德·麗蓮之子。

## 生平
约瑟夫·厄特佛斯出生于匈牙利贵族家庭，从小接受了良好的教育并在西欧度过了很长的时间，吸收了文学和政治的新思想，也结识了 浪漫主义 的领导者。回到匈牙利后，他写了第一部政治著作《监狱改革》。在1839-1840年的国会会议中，他因口才出众而使人印象深刻。他的第一篇演讲稿（发表于1841年）极力倡导犹太人解放。1842年9月13日，他与 Ágnes Rostyde Barkó（1825-1913）结婚。她是贵族家庭 Rosty Barkóc的成员，Albert Rosty de Barkóc(1779-1847)的女儿。
1848年的2月匈牙利革命是约瑟夫思想的完全胜利，他在匈牙利的一个部门首次举行了公开礼拜和教学活动。
1851年，他放弃了所有的政治运动。1859年，他出版了《奥地利权力与统一的保障》（德国版于同年在莱比锡出版），他试图在个人工会和部长责任之间达成妥协。然而，在意大利战争之后，这种观点被全国大多数人所不理解。1865年和1867年的国会中，Eötvös是Deák最忠实的追随者之一，他的政策现在完全与他相关联。1848年，国会通过了他解放犹太人的法案，由于天主教徒的反对，他在宗教自由方面的努力并不成功。他最大的成就是《国家学校法》，这是自玛丽亚·特蕾莎时代以来为匈牙利提供的最完整的教育体系。1866年，他当选为匈牙利学院院长。他于1871年2月2日在佩斯去世。1879年5月3日，在佩斯的广场上为他竖立了一尊雕像，并以他的名字命名。

## 家庭
身兼演员和剧作家的利奥·迪特里希施泰因乃是厄特佛斯的外孫。厄特佛斯（Eötvös）的姓氏有時候會串字為。